# Nasa stolonifera
Nasa stolonifera är en brännreveväxtart som beskrevs av Weigend. Nasa stolonifera ingår i släktet färgkronor, och familjen brännreveväxter. Inga underarter finns listade i Catalogue of Life.